# Konrad VIII. (Oels)
Konrad VIII. von Oels (auch Konrad VIII. „der Junge“; lateinisch Conradus Junior * zwischen 1395 und 1400; † zwischen 1444 und 1447) war von 1412 bis zu seinem Tod gemeinsam mit seinen Brüdern Herzog von Oels und ab 1416 Herzog von Steinau. 1417 trat er auf der Marienburg dem Deutschen Orden bei, für den er zum Provinzial der Ballei Böhmen und Mähren aufstieg. Er entstammte dem Glogauer Zweig der Schlesischen Piasten.

## Leben
Konrad VIII. war der jüngste Sohn des Herzogs Konrad III. von Oels († 1412) und der Jutta/Gutha, deren Herkunft nicht bekannt ist. Seine vier älteren Brüder hießen, der Tradition des Hauses Oels entsprechend, ebenfalls Konrad, weshalb sie zur Unterscheidung untereinander mit individuellen Beinamen bezeichnet werden. Außerdem hatte Konrad VI. zwei Schwestern: Euphemia († 1444), die in erster Ehe mit Kurfürst Albrecht III. von Sachsen-Wittenberg († 1422) und danach mit dem Fürsten Georg I. von Anhalt-Zerbst († 1444) verheiratet war, sowie Hedwig († 1447/53), Ehefrau des Herzogs Heinrich IX. von Glogau († 1467).
Nach dem Tod des Vaters Konrad III. 1412 standen Konrad VIII. und seine älteren Brüder vorerst unter der Vormundschaft ihres ältesten Bruders Konrad IV. „Senior“; er übernahm zunächst auch die gemeinsame Regierung über die Herzogtümer Oels, Cosel und Steinau sowie halb Beuthen. Auch nach der 1416 erfolgten formellen Teilung des väterlichen Erbes verwalteten die Brüder ihre Gebiete teilweise gemeinsam, wobei vermutlich Konrad VIII. und seinem Bruder Konrad VI. „Dechant“ das Herzogtum Steinau zugewiesen wurde, über das sie jedoch nicht frei verfügen konnten.
Da sich Konrad VIII. „der Junge“ wie auch seine Brüder Konrad IV. „Senior“ und Konrad VI. „Dechant“ dem geistlichen Stand zuwandten, übten der zweitgeborene Konrad V. „Kanthner“ und der viertgeborene Konrad VII. „der alte Weiße“ die Regentschaft aus und waren deshalb Nutznießer der ererbten Besitzungen.
Konrad VIII. „der Junge“ begab sich 1417 auf die Marienburg, um Ritter des Deutschen Ordens zu werden. An dem nachfolgenden Ordensgelübde sollen alle seine Brüder teilgenommen haben, wobei sie mit dem Hochmeister Michael Küchmeister einen Pakt geschlossen haben sollen, der sich gegen Polen und Litauen wandte. Dabei sollen sie sich verpflichtet haben, den Orden im Falle eines Überfalls durch König Władysław II. Jagiełło oder des litauischen Großfürsten Witold militärisch zu unterstützen.
Von 1425 bis 1433 bekleidete Konrad VIII. das Amt des Ordensprokurators der Komtureien Gardawa und Lochstedt. Später war er Provinzial der Ballei Böhmen und Mähren.